# Cirkno jezero
Cirkno jezero tip je ledenjačkoga jezera koje nastaje erozivnim radom ledenjaka. Stvaraju se na mjestima nekadašnjih cirkova, kada se on nađe ispod snježne granice. Cirkna jezera su karakteristična za visoke planinske predjele. Malih su razmjera, okruglastoga ili lećastoga oblika, obala je slabo razvedena, a dubina nije veća od desetak metara (najčešće 1 – 5 metara). 
Na Balkanskome poluotoku ovakva su jezera zastupljena na Durmitoru, Šar-planini, Prokletijama i drugim visokim planinama. Najčešće nemaju ni pritoku ni otoke, a isključivo se hrane kišnicom.